# Sportfreunde Katernberg
Die Sportfreunde Katernberg waren ein deutscher Sportverein aus dem Essener Stadtteil Katernberg. Seine Vereinsfarben waren Grün-Weiß.

## Geschichte der Fußballabteilung
Der Verein wurde am 25. März 1913 als Fußballsparte des Turnvereins von 1887 gegründet. 1924 trennten sich die Fußballer vom Gesamtverein. Ein Jahr später erfolgte der Zusammenschluss mit dem Ballspielverein 1916 zu den Sportfreunden Katernberg.
1944 stiegen die Sportfreunde erstmals in die höchste deutsche Spielklasse, die damalige Gauliga auf. Nach nur einem ausgetragenen Spiel (0:1 gegen TuS Helene Altenessen) wurde die Meisterschaft kriegsbedingt abgebrochen. Im selben Jahr stießen die Sportfreunde im Tschammerpokal bis in das Achtelfinale vor. Sie wurden Gaupokalsieger am Niederrhein durch Siege über Schwarz-Weiß Essen (6:2), VfB Lohberg (3:2), Westende Hamborn (3:2) und Fortuna Düsseldorf (5:1). In der Schlussrunde des Tschammerpokals scheiterten sie schließlich vor 10.000 Zuschauern beim Reviernachbarn FC Schalke 04 mit 2:4.
Der Wiederbeginn nach dem Zweiten Weltkrieg endete mit einem 3. Platz in der Ruhr-Bezirksmeisterschaft 1945/46, der in diesem Zeitraum höchsten Liga. Zwischen 1947 und 1953 gehörte der Verein erneut der damals höchsten Spielklasse, der Fußball-Oberliga West an. In der Saison 1947/48 wurden die Sportfreunde Katernberg Vizemeister der Oberliga West und qualifizierten sich für die Teilnahme an der Endrunde zur deutschen Fußballmeisterschaft. Hier scheiterten sie jedoch bereits im Viertelfinale mit 1:2 an TSV Braunschweig. Lediglich in der Saison 1949/50 spielten die Sportfreunde in der 2. Liga West, schafften aber den sofortigen Wiederaufstieg in die Oberliga.
1955 folgte der Abstieg ins Amateurlager und der Neuaufbau. In der Saison 1957/58 gelang der Aufstieg in die neugegründete oberste Amateurklasse, die Verbandsliga Niederrhein, nach einem 2:1-Sieg im Entscheidungsspiel gegen den punktgleichen 1. FC Bocholt. In den 1960er Jahren begann der Sturz in untere Spielklassen. Erst 1975/76 erreichte der Verein erneut den Aufstieg in die damals höchste Amateurklasse, die Verbandsliga. Im Jahr 1989 schafften die Sportfreunde noch einmal den Aufstieg in die damals drittklassige Oberliga Nordrhein, aus der die Katernberger nach zwei Jahren wieder absteigen mussten. In den Folgejahren stieg die 1. Herrenmannschaft bis in die Kreisliga A Essen Nord-West ab. 2009 gelang der Aufstieg in die Bezirksliga, aus der man 2011 wieder abstieg. 2013 folgte der Absturz in die Kreisliga B. 2015 stiegen die Sportfreunde dann erneut in die Kreisliga A auf, im Jahr darauf aber gleich wieder ab.
Am 24. März 2017 wurde die Verschmelzung zur Aufnahme der Sportfreunde mit dem Verein DJK Katernberg beschlossen. Die Sportfreunde lösten sich auf und die Mitglieder traten der DJK Katernberg bei. Diese änderten dann ihren Namen in DJK Sportfreunde Katernberg.

## Persönlichkeiten
- Heinz Kubsch (1939–1948) Jugend, (1948–1958) Spieler, Fußball-Weltmeister 1954
- Helmut Rahn (1950–1951), Fußball-Weltmeister 1954
- Willi Vordenbäumen (1950–1953), Deutscher Meister 1955
- Kurt Carel (1950–1954)
- Siegfried Burkhardt (1952–1953), Meister der Oberliga West 1959
- Heinz Stemmer (1953–1954)
- Helmut Buhsfeld (?–1972) Jugend,
- Günter Abel (1990–1991)

## Schachabteilung
Die Schachabteilung entstand 1945 durch den Beitritt der 1932 gegründeten Schachfreunde Katernberg. 1993 schlossen sich die Mitglieder der Essener Schachgesellschaft 1904, des deutschen Mannschaftsmeisters von 1948, den Sportfreunden Katernberg an. Nach Auflösung der SF Katernberg gründeten die Mitglieder der Schachabteilung einen eigenständigen Schachverein, die Schachfreunde Essen-Katernberg 04/32 e. V. Die Schachabteilung spielte von 1975 bis 1981 und von 2003 bis 2015 in der höchsten deutschen Spielklasse, der 1. Schachbundesliga. Bekannte Spieler, die für die Schachabteilung der SF Katernberg spielten, sind die Großmeister Erwin l’Ami, Klaus Bischoff, Benjamin Bok, Vladimir Chuchelov, Sergey Erenburg, Alexandr Fier, Nasar Firman, Robert Fontaine, Igor Glek, Stelios Halkias, Leonid Kritz, Jurij Kryworutschko, Jekaterina Lagno, Viktor Láznička, Javier Moreno Carnero, Alexander Motyljow, Arkadij Naiditsch, Parimarjan Negi, Evgeny Postny, Jewgeni Romanow, Alfonso Romero Holmes, Sebastian Siebrecht, Sergei Smagin, Andrij Wolokitin und Ilja Zaragatski, die Internationalen Meister Jens Kotainy, Karl-Heinz Podzielny, Wolfgang Richter, Robert Ris, Christian Scholz, Christian Seel, Martin Senff, Georgios Souleidis, Matthias Thesing und Lawrence Trent, die Großmeisterin der Frauen Sarah Hoolt sowie die Internationalen Fernschachmeister Willi Knebel und Willy Rosen.